# 거거

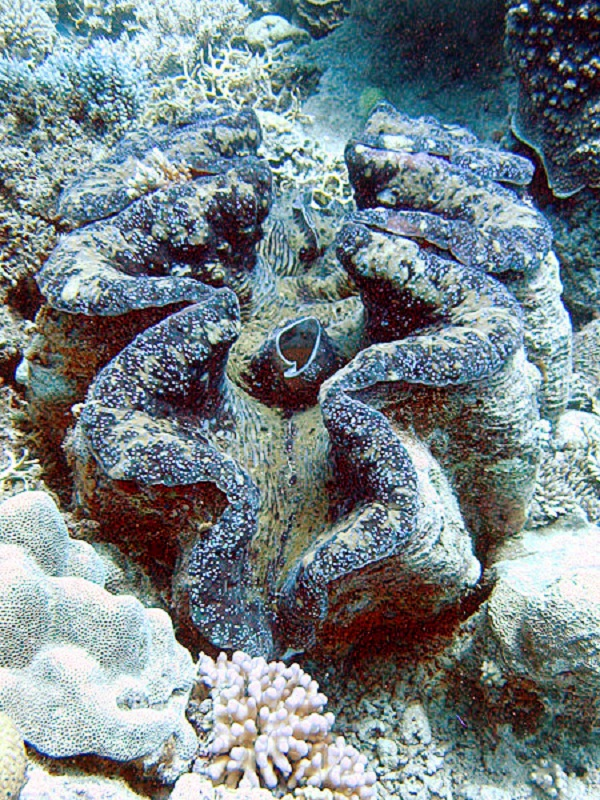

거거(車渠, giant clam)는 크기가 가장 큰, 생존하는 이매패류 연체동물인 대왕조개속에 속하는 조개이다. 1521년 초 안토니오 피가페타가 이 생물에 대해 자신의 저널에 기고하였다. 남태평양과 인도양의 얕은 산호초에서 자생하는 수많은 대형 조개종 가운데 하나이며 무게는 200킬로그램이 넘고 크기는 120cm 정도이며 야생에서의 평균 수명은 100년이 넘는다. 필리핀과 남중국해 해안에서도 볼 수 있다.
거거는 평평한 산호모래나 부서진 산호에서 살며 최대 20미터 깊이에서도 볼 수 있다.

## 갤러리

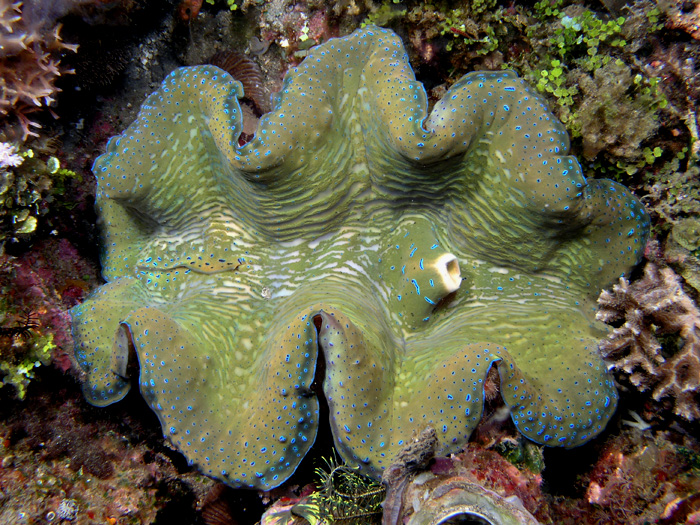
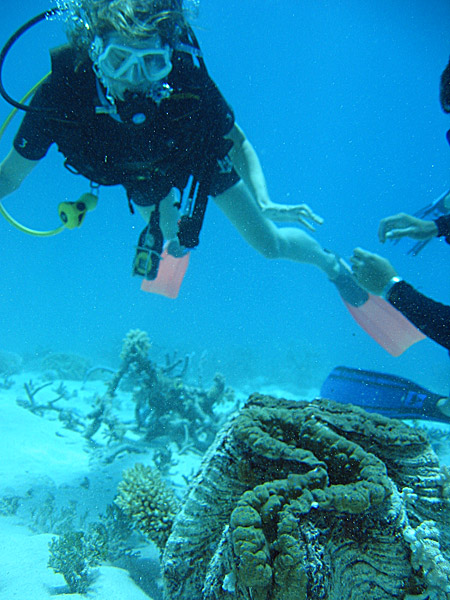
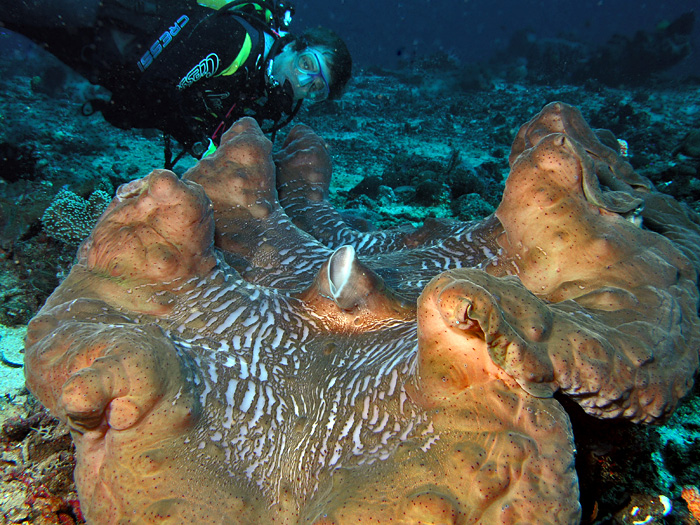

## 참고자료
- Knop, Daniel. Giant clams a comprehensive guide to the identification and care of Tridacnid clams. Ettlingen: Dähne Verlag, 1996, ISBN 3-921684-23-4